# Anthus sylvanus
Anthus sylvanus là một loài chim trong họ Motacillidae.